# Herbert Eustis Winlock
Herbert Eustis Winlock (1 de febrero de 1884 – 26 de enero de 1950) fue un egiptólogo estadounidense que estuvo comisionado por el Museo Metropolitano de Nueva York durante toda su carrera. Figura clave durante los años de excavaciones egipcias patrocinadas por los museos de Estados Unidos y Canadá, el trabajo de Winlock, en particular, su reconstrucción del linaje real del Imperio Medio, contribuyó enormemente al desarrollo de la egiptología. Una buena parte de la colección de artefactos arqueológicos del Museo Metropolitano proviene de sus expediciones arqueológicas, particularmente de sus excavaciones en Tebas.

## Biografía
Hijo de Alice Winlock (de soltera, Broom) y de William Crawford Winlock, astrónomo estadounidense que sirvió en el Observatorio de la Academia Naval y nieto de Joseph Winlock, primer director del Observatorio del Harvard College. nació en Washington D. C. donde cursó sus primeras letras. Rodeado del ambiente del Instituto Smithsoniano, donde su padre fue secretario asistente, no pasó mucho tiempo antes de que Winlock descubriera su interés en el arte egpicio. Realizó sus estudios universitarios en la Universidad de Harvard donde recibió su B.A. en Arqueología y Antropología en 1906.

## Arqueología
Poco después, Albert M. Lythgoe, primer conservador de Arte egipcio del Museo Metropolitano y uno de sus profesores en Harvard, lo incorporó a las excavaciones en Egipto patrocinadas por el museo. El grupo de Winlock, entre los que se encontraba Arthur C. Mace, trabajó durante los siguientes dos años en el-Lisht, El Fayum y el oasis de Jariyá donde excavaron el Templo de Hibis.
Después de 1910 el equipo se traslada a la localidad de Tebas donde continuarán las excavaciones del palacio de Malkata (edificado por el faraón Amenofis III) y de la necrópolis del Imperio Medio, entre cuyas tumbas se encontraba el gran templo de la reina-faraón Hatshepsut.
En 1911 Winlock descubrió en el complejo mortuorio de Mentuhotep II, los cuerpos de sesenta soldados muertos en batalla y enterrados en mortajas de lino decoradas con el cartucho de Mentuhotep. A partir de 1914 se asentó en Nueva York, por su trabajo en el Museo Metropolitano, saliendo solo en 1917 para servir en el ejército estadounidense en la Primera Guerra Mundial. Regresó a Luxor con su equipo en 1919 para reanudar sus excavaciones tebanas. El 17 de marzo de 1920, descubrió la tumba de Meketra, visir de Mentuhotep II, en la que encontró numerosas maquetas funerarias de madera. En los siguientes años, descubrió y restauró los colosos osiríacos que antaño decoraran el templo de Hatshepsut. Diseñó la Dig House, popularmente conocida como la Casa Americana, cerca del Valle de los Reyes, como su sede y alojamiento de sus arqueólogos, algunos de los cuales ayudaron en la excavación de la tumba de Tutankamón descubierta en 1922. Winlock se involucró extensamente en ella y, como amigo de Howard Carter, ayudó a mediar con las autoridades egipcias en ausencia de Carter cuando en 1924 el Servicio de Antigüedades suspendió la excavación. Winlock desestimó los rumores de una supuesta maldición en torno a la tumba. Hasta que se produjo la Depresión económica de 1929, cuando el museo debió reducir los fondos para los trabajos en Egipto, Winlock había pasado por los cargos de conservador asistente, conservador asociado, director de excavaciones y, finalmente, conservador de arte egpicio.
En 1932, le fue ofrecido el puesto de director del Museo Metropolitano que ocupó hasta su retiro, por razones de salud, en 1939. Después de esa fecha y hasta su muerte permaneció trabajando como director emérito.
En 1912 se casó con la artista Helen Chandler. Tuvieron dos hijas: Frances, que murió prematuramente de tuberculosis en 1935, a los veintiún años, y Barbara. Durante las temporadas de excavación de la década de 1920, su esposa e hijas le acompañaron y se quedaban con él en la Casa Americana. En la década de 1940 su salud se deterioró y falleció durante unas vacaciones en Venice, Florida en 1950, pocos días antes de cumplir sesenta y seis años.

## Legado
La mayor contribución de Herbert E. Winlock a la Egiptología ha sido su trabajo sobre el Imperio Medio, la línea sucesoria de sus dinastías y las excavaciones de sus templos en la necrópolis de Deir el Bahari cercana a Tebas (de todo lo cual dejó testimonio en sus numerosas publicaciones). Su constancia y meticulosidad pudieron comprobarse a partir de la reconstrucción, llevada a cabo por él, de las estatuas de la reina-faraón Hatshepsut (destruidas durante el reinado de Tutmosis III), aun cuando para ello tuvo que recurrir a fragmentos localizados en diferentes museos. Junto a George Andrew Reisner del Museo de Bellas Artes de Boston, Charles Trick Currelly del Museo Real de Ontario y James Henry Breasted del Instituto Oriental de Chicago, Winlock forma parte de la primera generación de arqueólogos que desarrollaron su trabajo bajo el patrocinio de museos.

### Algunas publicaciones
- The Tomb of Senebtisi at Lisht. 1916.
- Bas-reliefs from the Temple of Rameses I at Abydos. 1921.
- Excavations at Deir el Bahari, 1911-1931. 1942.
- The Slain Soldiers of Neb-hepet-Re' Mentu-hotep. 1945.
- The Rise and Fall of the Middle Kingdom at Thebes. 1947.
- Models of Daily Life in Ancient Egypt from the Tomb of Meket-Re at Thebes. 1955. (publicado póstumamente)